# アーサー・オンズロー
アーサー・オンズロー（英語: Arthur Onslow PC、1691年10月1日 - 1768年2月17日）は、グレートブリテン王国の政治家。高潔で知られ、イギリスの庶民院議長の任期33年間は歴代最長である。

## 生涯

### 初期の経歴
1691年10月1日、フット・オンズロー（Foot Onslow、1710年没）とスザンナ・アンラビー（Susanna Anlaby）の長男としてチェルシーで生まれた。ギルフォードのロイヤル・グラマー・スクールとウィンチェスター・カレッジで教育を受けた後、1708年にオックスフォード大学のウォダム・カレッジに入学したが、学位は取得しなかった。1713年にミドル・テンプルで弁護士資格免許を得た。

### 政界入り
1714年にジョージ1世が国王に即位すると、オンズローの伯父サー・リチャード・オンズローが財務大臣に任命され、アーサーはその秘書を務めた。1715年に伯父が離任すると、郵政収入役の職を得た。また1719年にはギルフォードの市裁判所判事になった。1720年2月の補欠選挙でギルフォード選挙区からホイッグ党の候補として当選すると、庶民院議員と郵政収入役を同時に務めることができなかったため、郵政収入役を弟のリチャード・オンズローに譲った。オンズローは1727年7月までギルフォード選挙区選出の庶民院議員を務めた。

### ギルフォード選挙区の庶民院議員として
庶民院議長就任以前のオンズローによる演説は3回しか知られていない。1度目は1722年11月にカトリック教徒の財産から税金をとって10万ポンドを徴収する議案について、「宗教に関する意見をもとに迫害することへの憎悪を表明した」。2度目は1725年4月にボリングブルック子爵の公権喪失を取り消す議案に反対した。3度目は1726年3月にリチャード・ハンプデンの請願を支持した。1722年にアタベリー陰謀事件が発覚したとき、首相ロバート・ウォルポールの邸宅に招かれ、人身保護法案について議論した。
1727年、ギルフォード選挙区とサリー選挙区の両方で大勝したが、オンズローはサリー選挙区の代表となることを選び、ギルフォード選挙区では補欠選挙が行われ弟のリチャードが当選した。以降オンズローは1761年3月に庶民院から引退するまでサリー選挙区を代表した。

### 庶民院議長として

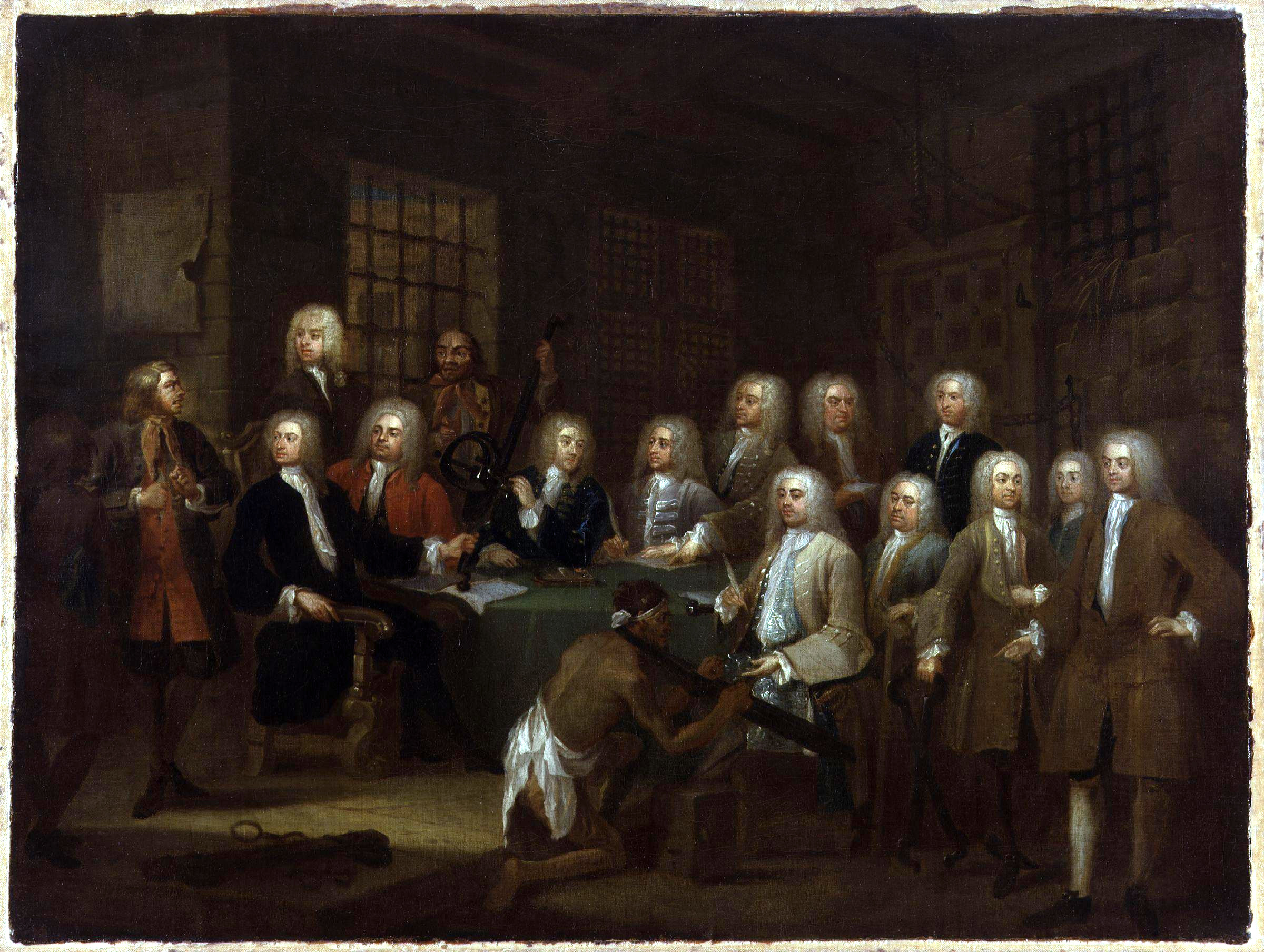
『庶民院の牢獄委員会』、ウィリアム・ホガース作、1729年頃。オンズローは牢獄委員会の一員だった。

1728年1月23日に庶民院が開会すると、オンズローは全会一致で庶民院議長に選出され、16世紀のリチャード・オンズローと伯父サー・リチャード・オンズロー準男爵についでオンズロー家3人目の庶民院議員となった。以降1735年、1741年、1747年、1754年でも再選され、同職の最長在任期間（33年）を打ち立てた。1728年6月25日、ハンプトン・コート宮殿で宣誓して枢密顧問官に就任、同年にインナー・テンプルの評議員に就任した。1729年5月13日、キャロライン王妃のChancellorに任命された。また1731年にオンズローの長男ジョージが生まれたとき、キャロライン王妃はその名付け親になった。
オンズローが選出された裏にはウォルポールがサー・スペンサー・コンプトンを追い落とそうとしたことと、オンズローを支持することで内閣の味方が増えるとの思惑があったが、オンズローが与党寄りにならず与野党を公正に扱ったためウォルポールの思惑が外れた。1731年にはウォルポールがオンズローを嫌っていることが知れ渡り、その結果オンズローは宮廷でも嫌われた。
1731年10月にコットン文書集を保存していた屋敷で火事が起こると、オンズローは本を窓から中庭に投げて多くの書物や写本を救い、また後に文書集の修復と保存を監督した。1734年4月20日、海軍財務長官に任命されたが、1742年に野党からオンズローが王室を支持したのは利益によるものと批判されたため辞任した。1737年にはキングストン・アポン・テムズの執事長に就任した。1753年、議会にハンス・スローンのコレクションとハーレーアン文書集を購入するよう説得した。これらのコレクションはコットン文書集の所蔵品と合わせて大英博物館の元になった。
議会活動については1740年4月29日と1745年5月2日に金銭法案に関する演説をし、1751年5月に摂政法案に反対する演説をしたことが記録されている。また、委員会では演説と投票が許されたため、オンズローは1732年に陸軍予算法案に反対票を投じ、1733年に物品税法案に賛成票を投じ、1739年にはスペインとの協定をめぐってウォルポールを支持した。
1761年、健康の悪化により議会から引退すると、庶民院は1761年3月18日に全会一致でオンズローへの感謝決議を可決、国王ジョージ3世も4月20日の特許状でオンズローと長男ジョージの存命中に3,000ポンドの年金を与え、翌年には庶民院もそれを可決した。1761年5月5日にはオンズローにロンドンの名誉市民権を与えることが可決され、オンズローは6月11日に正式に名誉市民権を得たが、同時に与えられた100ギニーの価値がある金の箱については辞退した。同1761年6月に大英博物館の受託者に選出された。1768年2月17日、67歳で死去した。

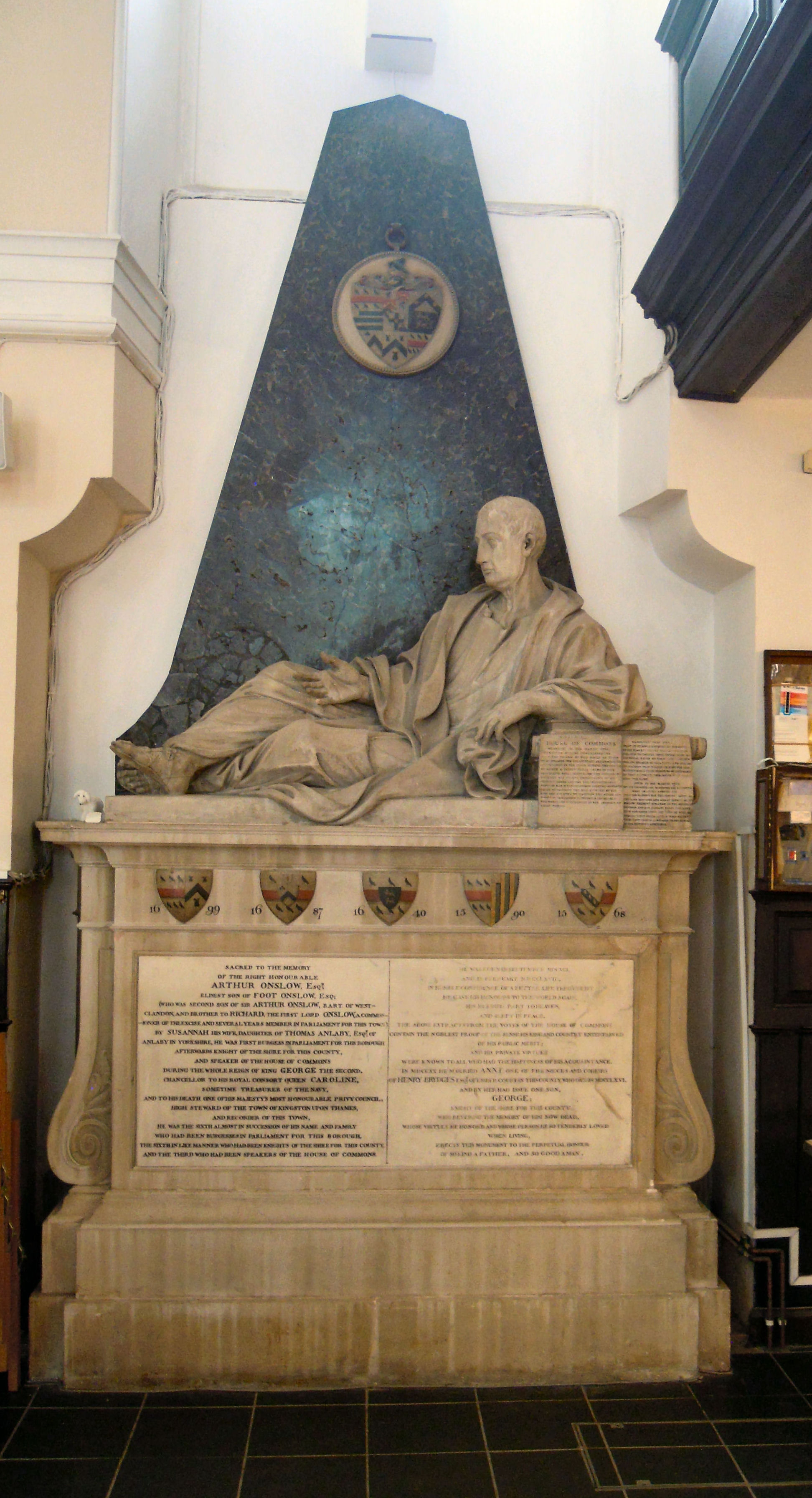
ギルフォードのホーリー・トリニティ教会にあるオンズローの記念碑。

死後、テムズ・ディットンに埋葬されたが、後に妻とともにサリーのメロー教会（Merrow Church）に改葬された。

## 家族
1720年10月8日、オンズローはテムズ・ディットンのジョン・ブリッジスの娘でヘンリー・ブリッジス・オブ・インバー・コート（Henry Bridges of Imber Court）の姪と相続人であるアン・ブリッジス（1703年 - 1763年）と結婚した。2人は1男1女をもうけた。
- ジョージ・オンズロー（1731年 - 1814年） - 初代オンズロー伯爵
- アン・オンズロー（1751年12月20日没） - 生涯未婚

### 親族
弟リチャード・オンズローの長男ジョージ・オンズロー（1731年 - 1792年）は1759年にイギリス陸軍の中佐になり、1760年3月から1784年3月までギルフォード選挙区選出の庶民院議員を務めた。また、リチャード・オンズローの次男は同名のリチャード・オンズロー（1741年 - 1817年）で、彼は海軍に入隊して1797年のキャンパーダウンの海戦で活躍、1799年に提督に昇進した。
オンズロー家の末裔には20世紀末に庶民院議員を務めたクランリー・オンズロー（1926年 - 2001年）がいる。

## 評価
ブリタニカ百科事典第11版はオンズローが庶民院議長を務めたとき、「機転と断固とした態度を示した」と評価し、英国人名事典も「清廉潔白」と評価した。
本のコレクターだったという。